# ویلیام رابرت رابرتسون، بارونت اول
ویلیام رابرت رابرتسون، بارونت اول (انگلیسی: Sir William Robertson, 1st Baronet; ۲۹ ژانویهٔ ۱۸۶۰ – ۱۲ فوریهٔ ۱۹۳۳) فرد نظامی اهل بریتانیا بود. وی همچنین برندهٔ جوایزی همچون نشان خورشید فروزان، لژیون دونور (افسر بزرگ)، بارونت، نشان سلطنتی ویکتوریایی، نشان خدمات برجسته (ارتش آمریکا)، و نشان حمام شده‌است.
یک افسر ارتش بریتانیا بود که از سال ۱۹۱۶ تا ۱۹۱۸ در طول جنگ جهانی اول به عنوان رئیس ستاد کل امپراتوری (رئیس حرفه‌ای ارتش بریتانیا) خدمت کرد.
به عنوان رئیس ستاد کل، او به استراتژی جبهه غربی با تمرکز بر آلمان متعهد بود. او روابطش با دیوید لوید جورج، وزیر جنگ و سپس نخست‌وزیر، به طور فزاینده‌ای ضعیف شده بود. در سال ۱۹۱۷، رابرتسون از ادامه نبرد پاسچندال حمایت کرد، در حالی که این دیدگاه لوید جورج مبنی بر اینکه تلاش‌های جنگی بریتانیا باید تا زمان ورود نیروهای کافی آمریکایی به جبهه غربی، بر سایر جبهه‌ها متمرکز باشد، در تضاد بود. رابرتسون تنها سربازی در تاریخ ارتش بریتانیا است که از یک رتبه سرباز وظیفه به بالاترین رتبه فیلد مارشالی ارتقا یافته است.